# Izjitsa
Izjitsa (Ѵ, ѵ) är en bokstav som användes i det tidiga kyrilliska alfabetet. Bokstaven användes för att representera ypsilon från grekiska lånord som сѵнодъ (=synod). Bokstaven raderades under ortografieringsreformen år 1918 eftersom den uttalades och hade samma funktion som det normala kyrilliska i:et.
Izjitsa med en dubbelaccent (Ѷ) över kallad Izjitsa Okovy ("ögon-izjitsa"). Denna användes för att skriva det grekiska ypsilonet med dialytika (ü och ÿ). Efter reformen togs även denna bokstav bort.
Ett snarlikt tecken, ⱱ, används i det internationella fonetiska alfabetet för att beskriva en så kallad labiodental flapp.